# Fading Like a Flower (Every Time You Leave)
Fading Like a Flower (Every Time You Leave) is een hitsingle van de Zweedse band Roxette uit april 1991. Het is de opvolger van de nummer 1-hit Joyride van het gelijknamige derde studioalbum evenerne uit 1991. In 1996 is er een Spaanstalige versie, Soy una mujer, uitgekomen dat op het enige uitgebrachte Spaanstalige studioalbum Baladas en español verscheen.

## Achtergrond
De plaat werd een wereldwijde hit en bereikte in Polen de nummer 1 positie, in de VS de 2e positie in de Billboard Hot 100, in Canada eveneens de 2e, Australië de 7e, Nieuw-Zeeland de 22e, thuisland Zweden de 5e, Noorwegen en Finland de 4e, Denemarken de 6e, Duitsland de 5e, Oostenrijk de 6e, Zwitserland de 3e, de Eurochart Hot 100 de 5e, Ierland de 4e en in het Verenigd Koninkrijk de 12e positie in de UK Singles Chart.
In Nederland werd de plaat in het voorjaar van 1991 veel gedraaid op Radio 3 en werd een hit in de destijds twee landelijke hitlijsten op de nationale publieke popzender. De plaat bereikte de 8e positie in de Nederlandse Top 40 en piekte op de 7e in de Nationale Top 100.
In België bereikte de plaat de 5e positie in de voorloper van de Vlaamse Ultratop 50 en de 4e in de Vlaamse Radio 2 Top 30. In Wallonië werd géén notering behaald.
In de sinds december 1999 jaarlijks uitgezonden NPO Radio 2 Top 2000 van de Nederlandse publieke radiozender NPO Radio 2 stond de plaat tot nu toe uitsluitend in 2020 in de lijst der lijsten genoteerd op een 1966e positie, mede door het overlijden van zangeres Marie Fredriksson in december 2019.

## NPO Radio 2 Top 2000
Fading Like a Flower (Every Time You Leave) stond alleen in 2020 in de NPO Radio 2 Top 2000, op plek 1966.